# Janko Kač
Janko Kač, slovenski pisatelj, novinar, urednik in hmeljar, * 16. september 1891, Latkova vas, † 1. november 1952, Ljubljana.

## Biografija
Rodil se je kot sin kmeta in mizarja ter kmetice. S šolanjem je pričel v rodnem Preboldu in ga kasneje nadaljeval na eni izmed celjskih gimnazij. Po uspešno opravljeni maturi je najprej odšel študirat medicino v Gradec, nato pa še v Zagreb in na Dunaj. Študija ni dokončal, prav tako ne študija prirodopisa.
Njegova prva zaposlitev je bila pri časniku Jutro, kjer je v letih 1930–31 postal tudi njegov urednik.
Kač se je rad posvečal botaniki, njegovo največje zanimanje pa je bilo hmeljarstvo. Po koncu druge svetovne vojne se je tako zaposlil v žalskem Hmezadu, kjer je urejal glasilo Hmeljar in vanj prispeval članke o pridelovanju hmelja. Iz tega obdobja je tudi njegova strokovna knjižica z nasveti in navodili za gojenje te kulturne rastline z naslovom Hmelj, izdana leta 1951.
Otroška leta je preživljal v gmajni pod domačo hišo, zato je dobro poznal Savinjsko dolino. Ta je postopoma postajala snov za njegovo pisateljevanje, ki je predstavljalo le eno vejo njegovega ustvarjanja.
Po letu 1930 je pričel objavljati pripovedno prozo in naturalistične povesti, v katerih je orisal socialnozgodovinsko podobo slovenskih vasi Savinjske doline v dobi industrializacije, na prehodu iz 19. v 20. stoletje. Njegovo pisateljsko ime je najtesneje povezano z romanom Grunt, ki predstavlja vrh njegove ustvarjalnosti, objavljal pa je tudi črtice in novele, ki so izšle v več knjigah.
Kač je prvi slovenski pisatelj, v katerem je Spodnja Savinjska dolina našla svojega interpreta. Njegova dela so bogat vir spoznavanja kmečkega življenja Savinjske, njihova slogovna moč pa je v izrazni živahnosti, dinamičnosti pripovedovanja in barvitem jeziku, polnem narečnih besed ter med ljudstvom udomačenih tujk.

## Izbrana bibliografija
Kačeva bibliografija šteje več bibliografskih enot, pisanih kot avtorska, soavtorska ali uredniška dela. Med bibliografskimi enotami je tudi sedem monografskih del:
- Kač, J. (1932). Med padarji in zdravniki. Ljubljana : založba Zemlja.
- −− (1933). Grunt: roman v treh delih. Ljubljana: založba Zemlja.
- −− (1934), Pisane zgodbe. Ljubljana: založba Zemlja.
- −− (1936). Moloh. Ljubljana: založba Zemlja.
- −− (1942). Na novinah. Ljubljana: Vodnikova družba.
- −− (1947).  Slovenski - štajerski hmelj - Savinjska dolina. Žalec: Hmezad.
- −− (1951). Hmelj : nasveti in navodila za pridelovanje. Ljubljana: Kmečka knjiga.